# Balakovo
Balakovo je ruské město v Saratovské oblasti, ležící na levém břehu řeky Volhy, asi 131 kilometrů od Saratova, administrativního centra oblasti. Podle údajů z roku 2015, ve městě žije 193 533 obyvatel.

## Historie
Balakovo bylo založeno v roce 1762. Status města získalo roku 1913.

## Ekonomika
V Balakově se nachází Saratovská vodní elektrárna a Balakovská jaderná elektrárna.

## Doprava
Ve městě je v současnosti nefunkční letiště, železnice propojená s Moskvou a říční přístav na Volze.

## Partnerská města
- Pabianice, Polsko
- Trnava, Slovensko
- Čerepovec, Rusko
- Záhřeb, Chorvatsko
- Scranton, USA
- Baku, Ázerbájdžán

## Galerie

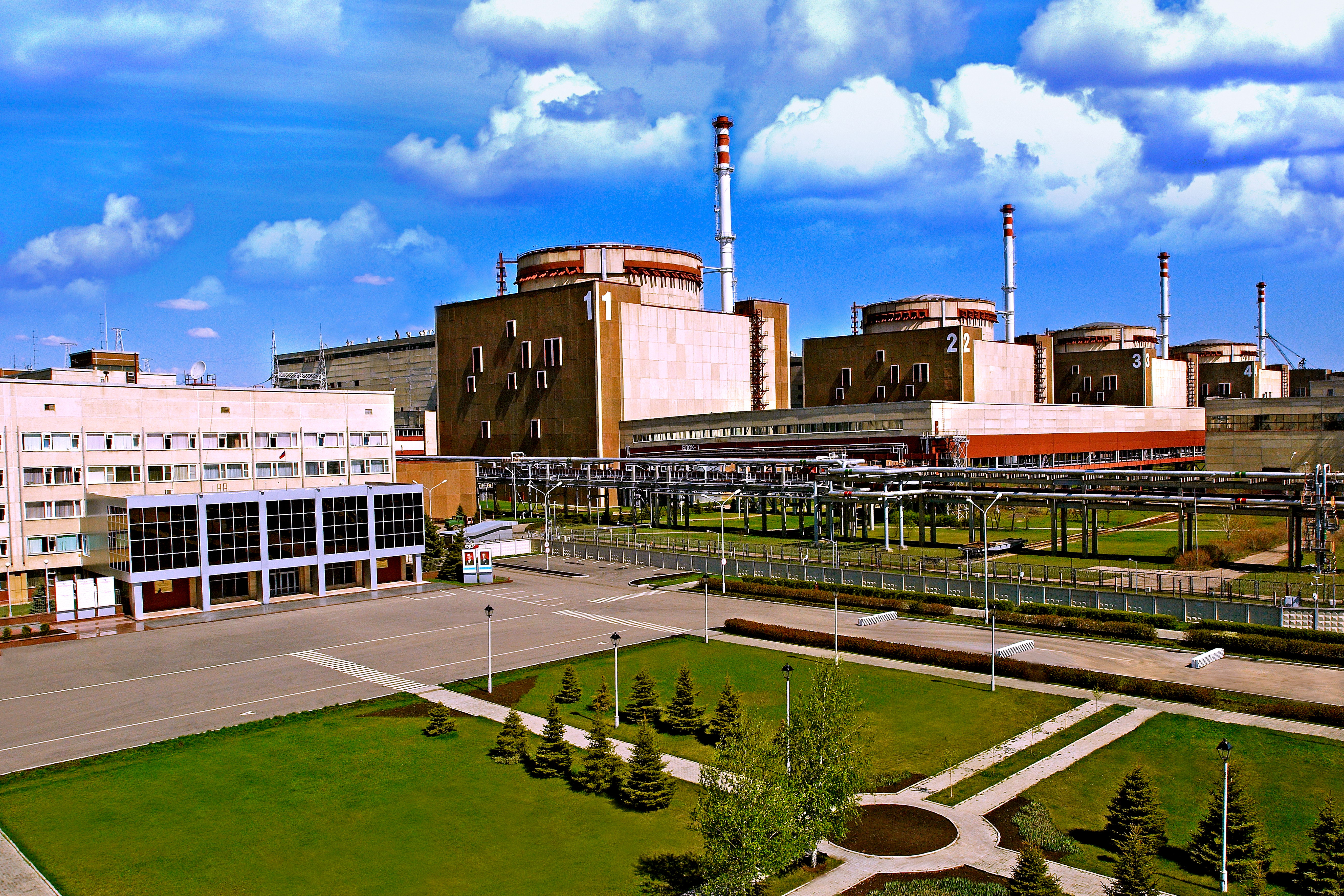
Jaderná elektrárna
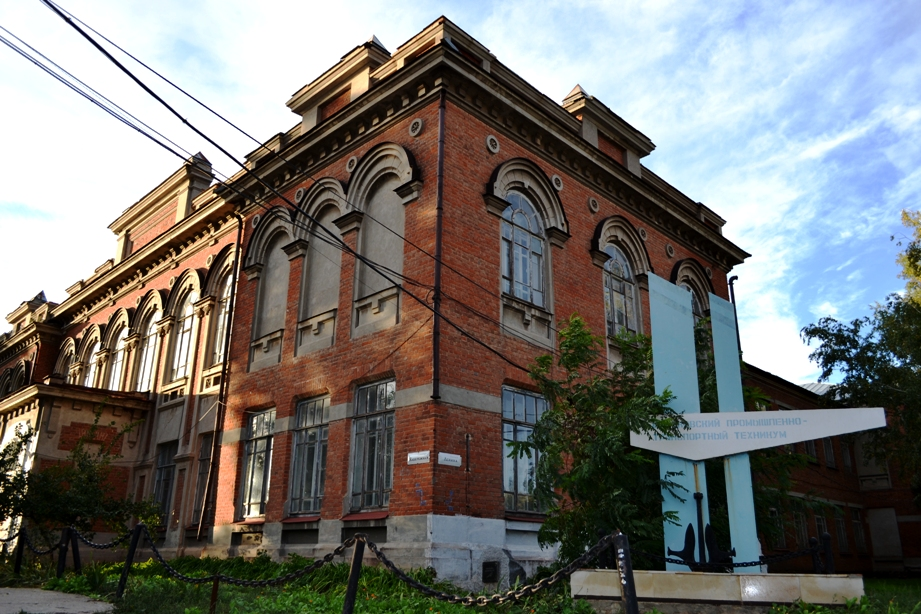
Obchodní akademie
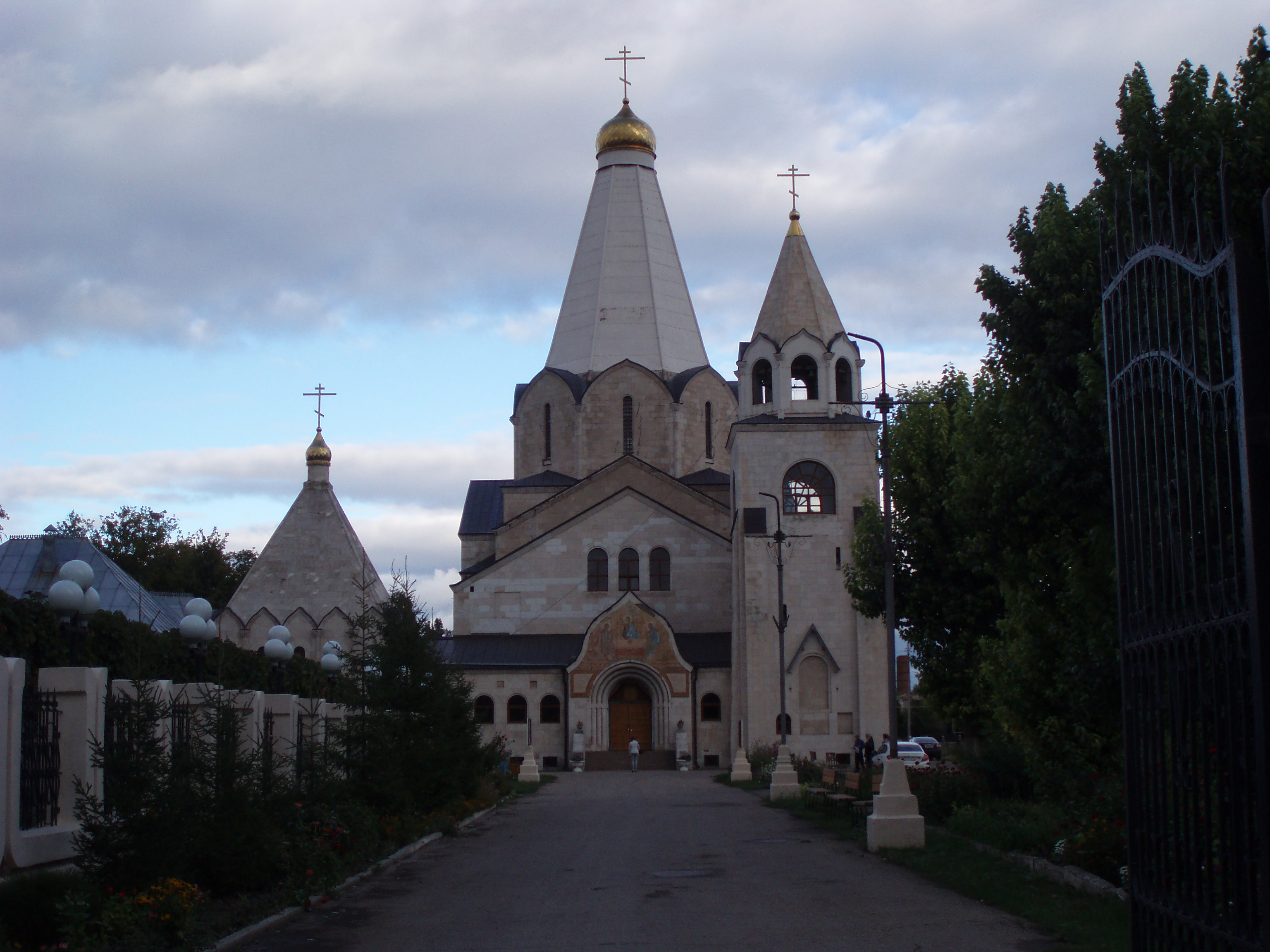
Kostel Svaté trojice
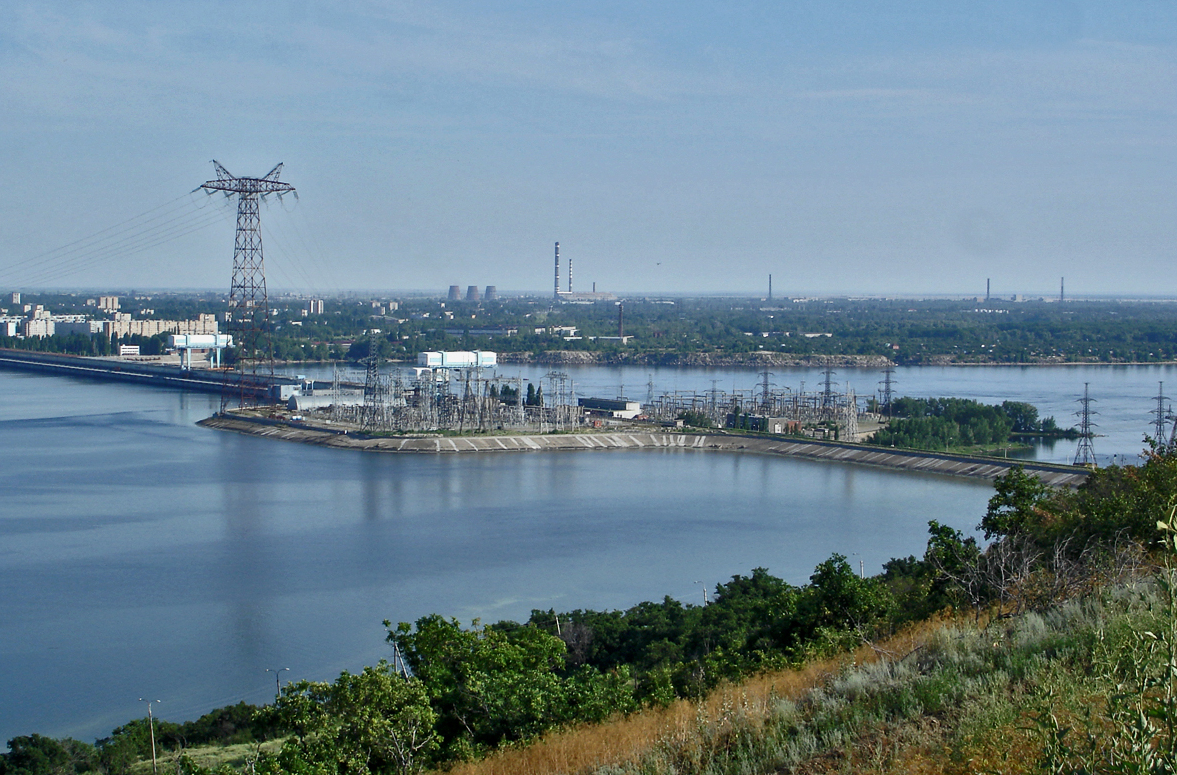
Saratovská elektrárna